# Alejandroselkirktörnstjärt
Alejandroselkirktörnstjärt (Aphrastura masafuerae) är en fågel i familjen ugnfåglar inom ordningen tättingar.

## Utseende och läte
Alejandroselkirktörnstjärten är en liten och distinkt ugnfågel med en kroppslängd på 16 cm. Fjäderdräkten är generellt gråbeige, med sotbrunt på hjässa och örontäckare och beige på strupe och ögonbrynsstreck. Vidare syns två kanelbeigefärgade band över vingpennorna på de i övrigt svartaktiga vingarna. Stjärten är svart med ljust roströda mellersta stjärtpennor och breda spetsar på yttre stjärtpennorna. Näbben är slank. Bland lätena hörs ofta ett spinnande "trrrt".

## Utbredning och status
Fågeln förekommer enbart på Isla Alejandro Selkirk i Juan Fernández-öarna utanför Chile. IUCN kategoriserar arten som akut hotad.

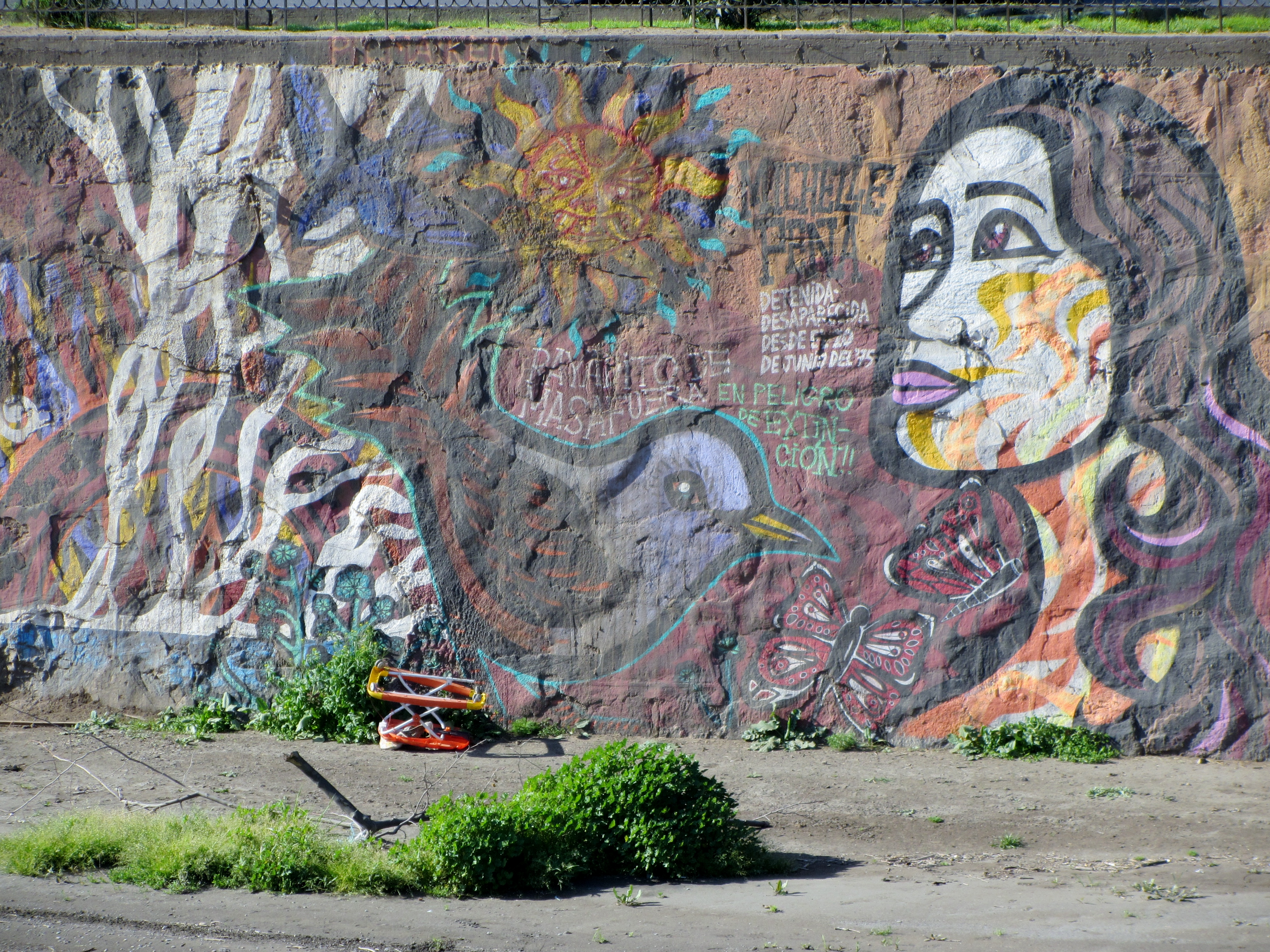